# ناقلة دوكوايز فانجارد
ناقلة دوكوايز فانجارد (بالإنجليزية: Dockwise Vangard) هي سفينة نصف غاطسة تمتلكها شركة «دوكوايز» الهولندية المتخصصة في أعمال النقل البحري الثقيل. السفينة دوكوايز فانجارد ومعناها «ناقلة عائمة الطليعة» يبلغ طولها 275 متر ويبلغ عرضها 70 متر ويمكنها حمل وحدات وزنها 117.000 طن. بدأت تلك السفينة النصف غاطسة عملها في عام 2013 وكانت حتى ذلك الوقت أكبر الناقلات البحرية من هذا النوع في العالم.
.
تستطيع دوكوايز فانجارد حمل منصة نفط مصنوعة في أحد المواني، وتنقلها إلى مكانها لاستخراج النفط في وسط البحر. كما تستطيع حمل مدمرة بحرية وتوصيلها بحرا إلى ميناء يقوم بإصلاحها. مثل تلك الأعمال قامت بها مثلا ناقلة بلو مارلين - وهي اصغر من دوكوايز فانجارد - حيث قامت بنقل السفينة الحربية الأمريكية «يو إس إس كولي» من ميناء عدن إلى الولايات المتحدة لتصليحها.

## تفصيلات
رقم السفينة طبقا للمنظمة الدولية للملاحة طن IMO 9618783 . وميناؤها يلمستاد بهولندا.
وتختلف دوكوايز فانجارد عن السفن الغاطسة الأخرى في كونها مسطحة تماما على طولها من الأمام والخلف (هذا يسمح بسحب حمولتها من الأمام إلى الوسط). وأنشأت الأبراج ووغرفة القيادة وغرف الطاقم جانبا من جسم السفينة، مما يسمح باستغللال المساحة الكاملة لسطحها للحمولات. وتوجد عليها أربعة أبراج موزعة على أطرافها تظهر جزئيا حين غطس السفينة.

يتكون جسم السفينة من غرف يمكن ملئها بماء البحر فتعطس تحت الماء ولا يظهر منها سو برج القيادة والأربعة أبراج التي تستخدم في نفس الوقت كرافعات. وعندما تغطس السفينة يمكن سحب مثل منصة نفط فوقها بواسطة رفاصات بحرية، ثم تثبيتها على السطح في موقع وسطي متوازن، ثم يتم تفريغ السفينة من الماء فتطفو وعليها الحمولة؛ وتنقلها إلى الموقع المراد في عرض البحر.

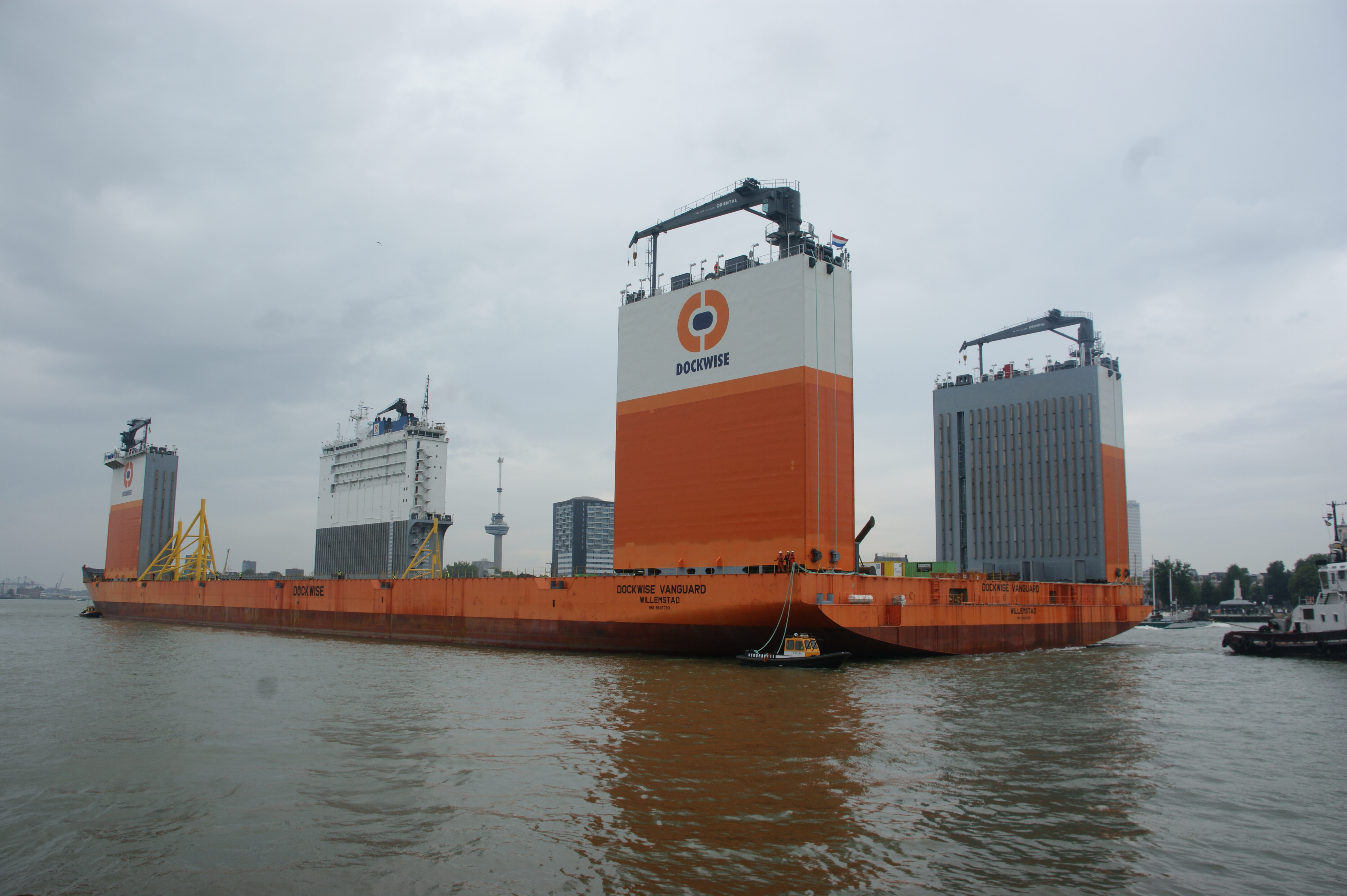
دوكوايز فانجارد

## تصميمها وإنشاؤها
اشتركت الشركة صاحبة السفين مع شركة «دلتا مارين» الفلنلندية في تصميم السفينة وبنائها. ونظرا للتصميم الغير عادي للناقلة فقد عرضت مسودة التصميم قبل بدأ البناء على شركة التصنيف والجود «ديت نورسك فيريتاس» لفحص التصميم، وقد قامت بدورها في استشارة المنظمة الدولية للبحرية.
وحصلت شركة «هونداي هيفي إندستريز» في أولسان بكوريا الجنوبية على عقد بناء الناقلة.
وكان وضع أول لوح لقاع السفينة (الأرينة) في ديسمبر 2011، وتم تدشينها يوم 30 نوفمبر 2012. كما تم اختيار اسم السفينة عن طريق مسابقة بين موظفي شركة دوكوايز.

## معرض الصور

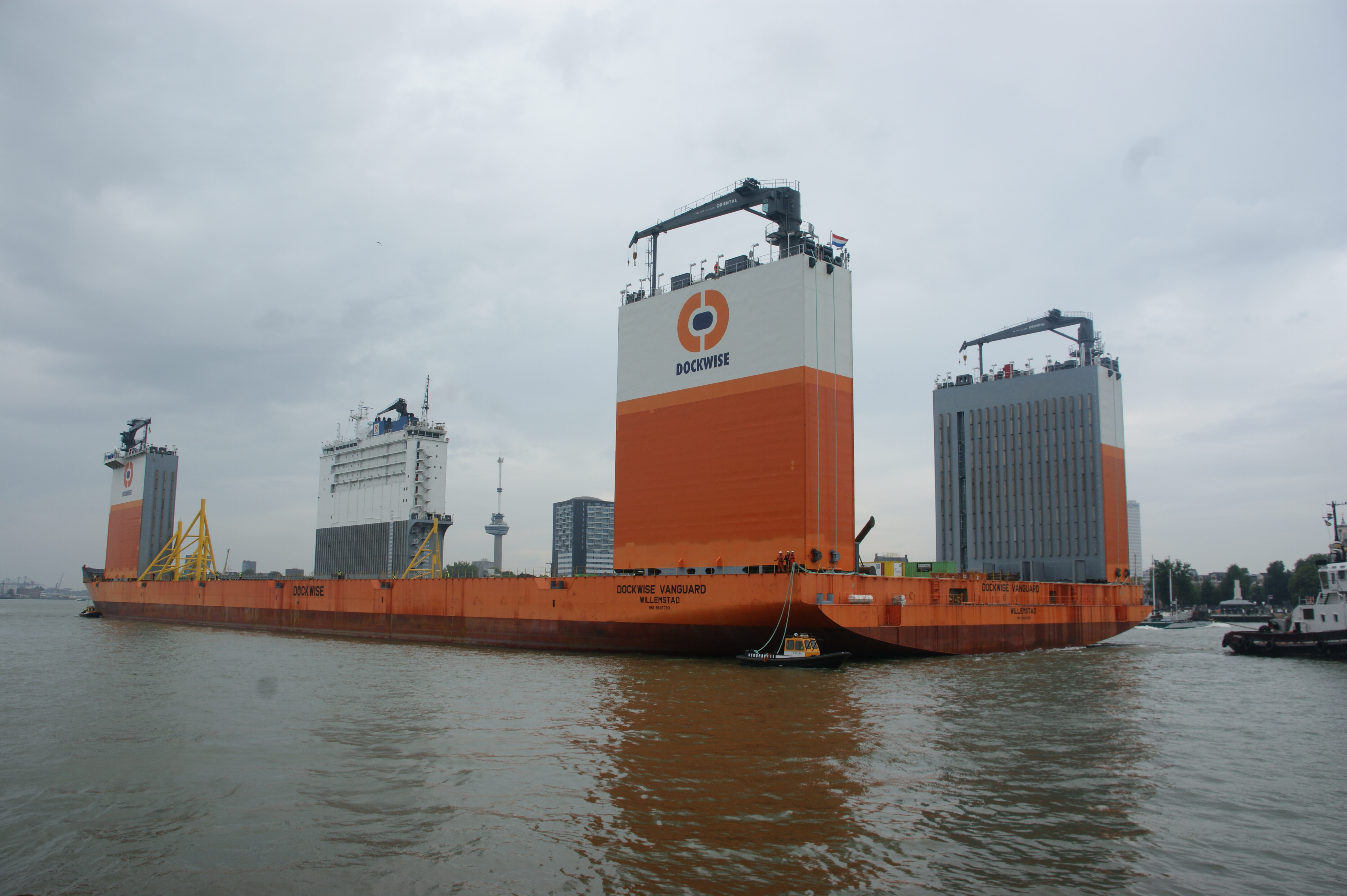
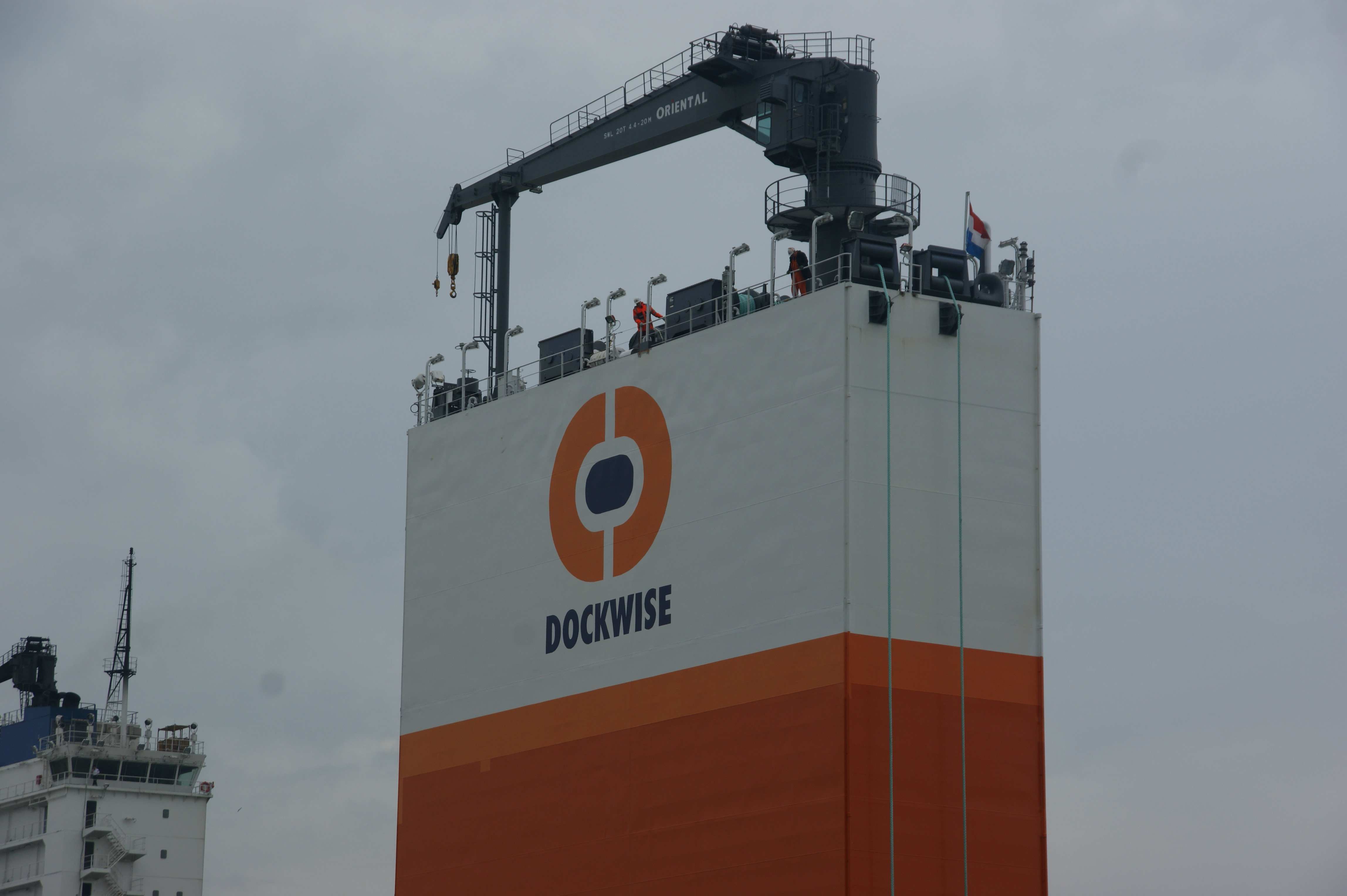
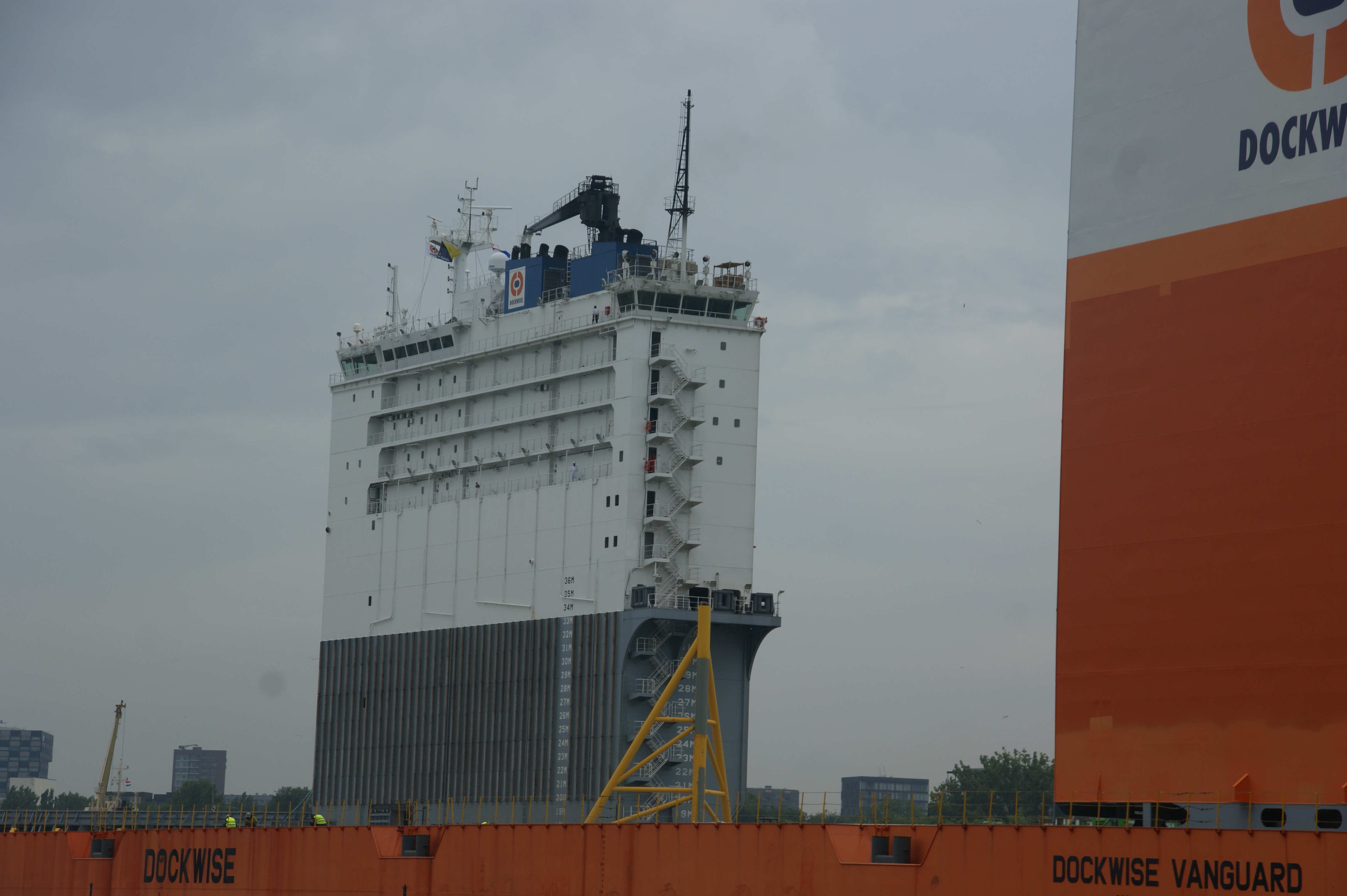
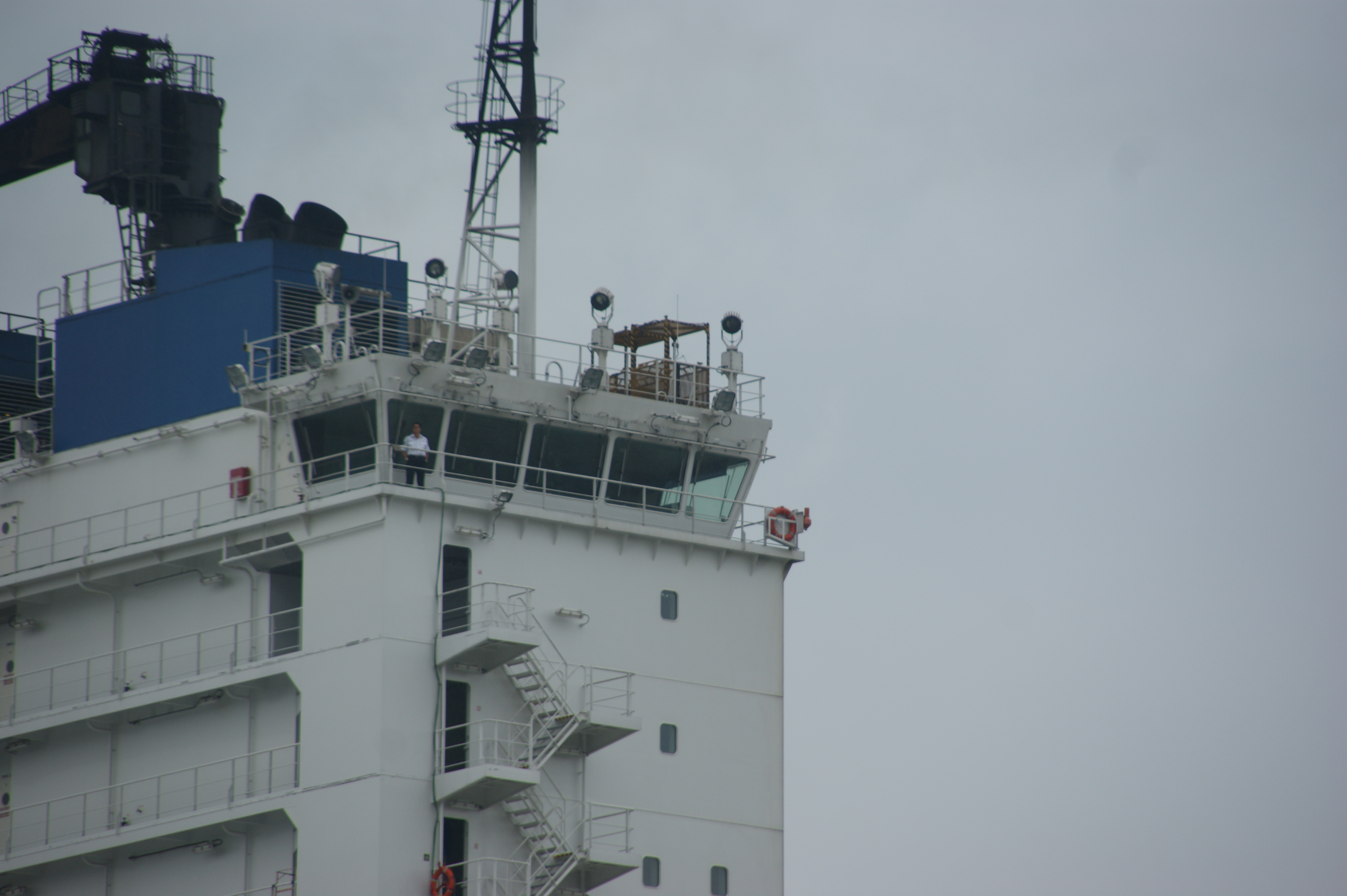
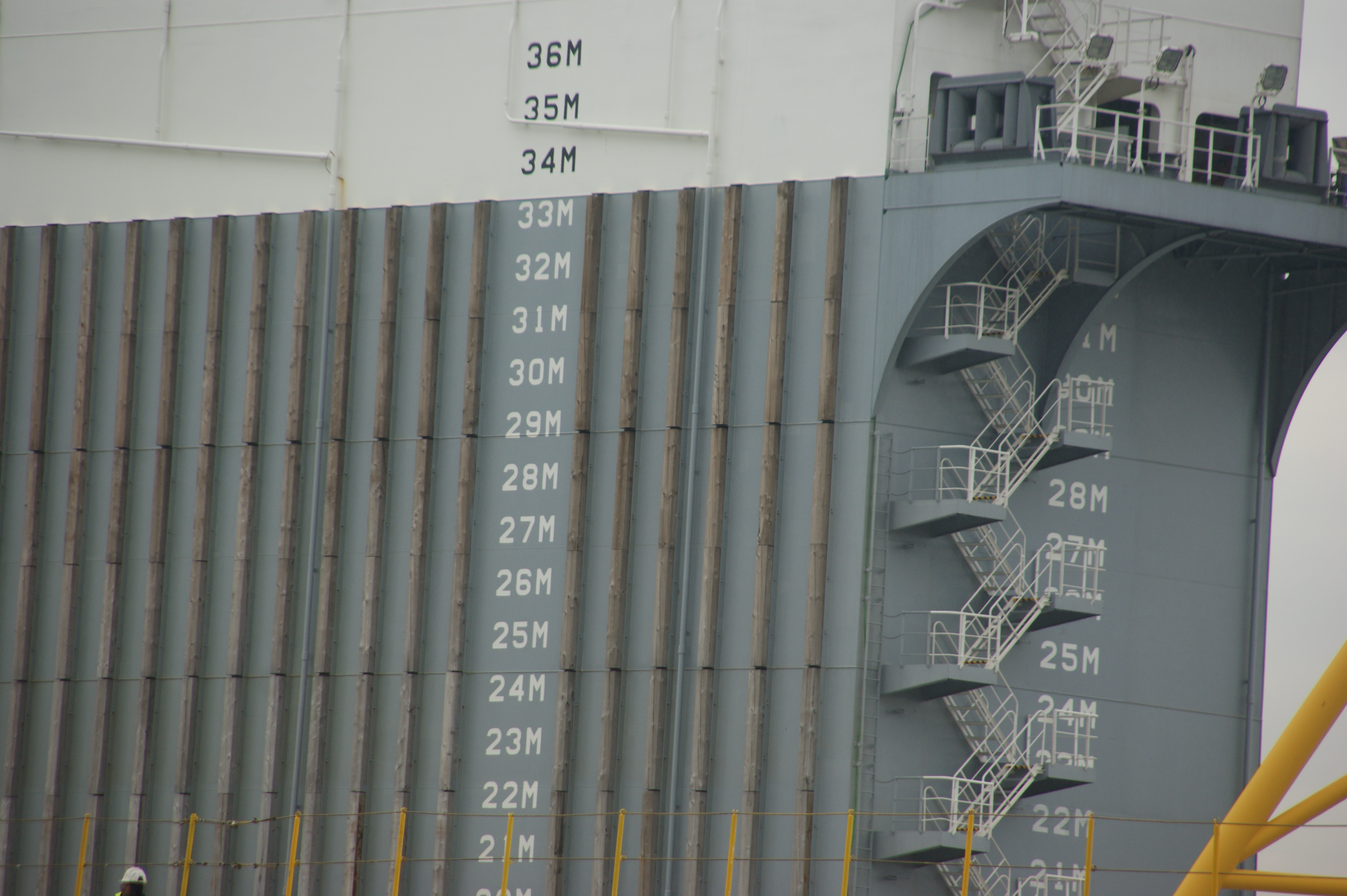
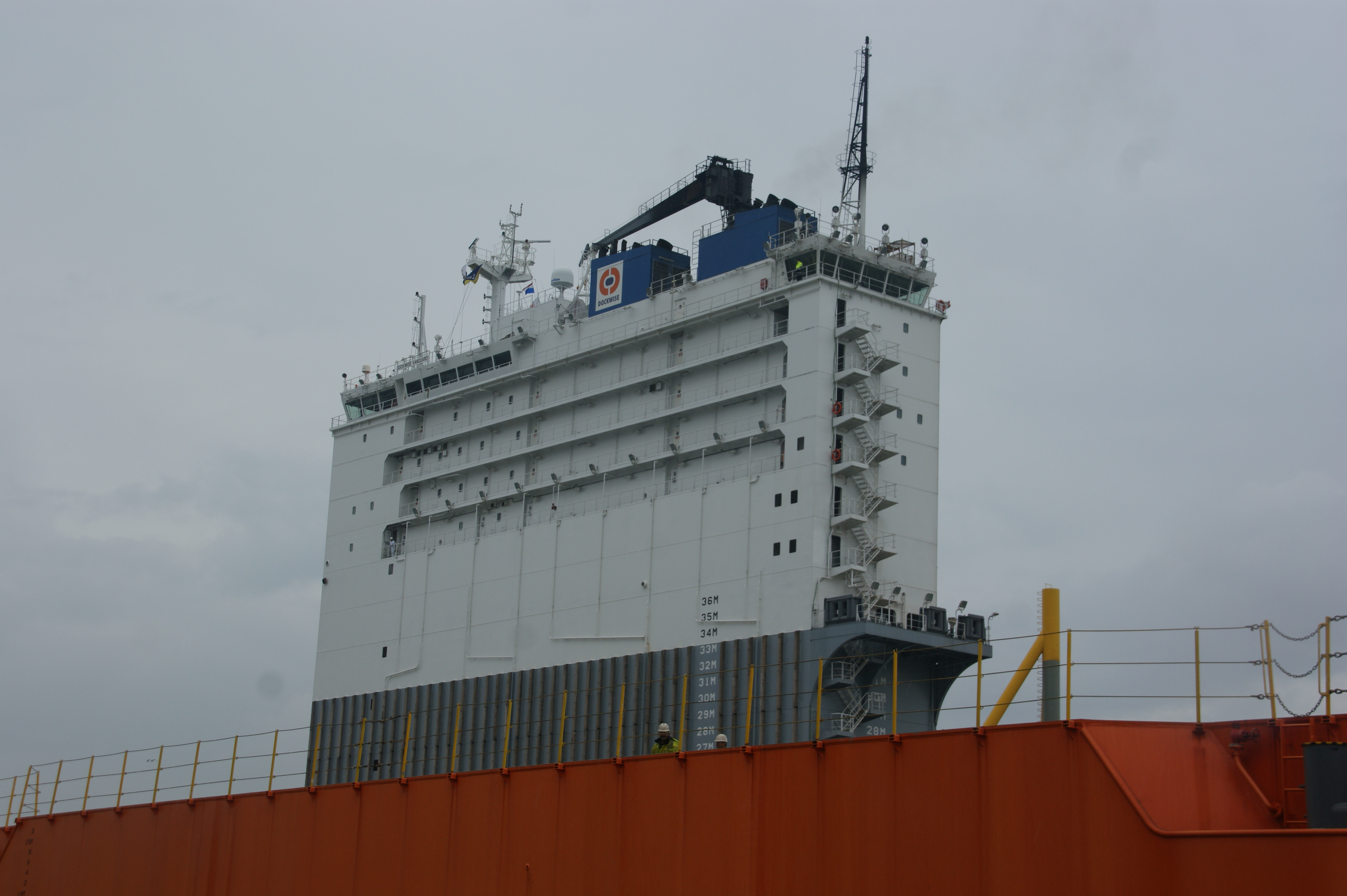
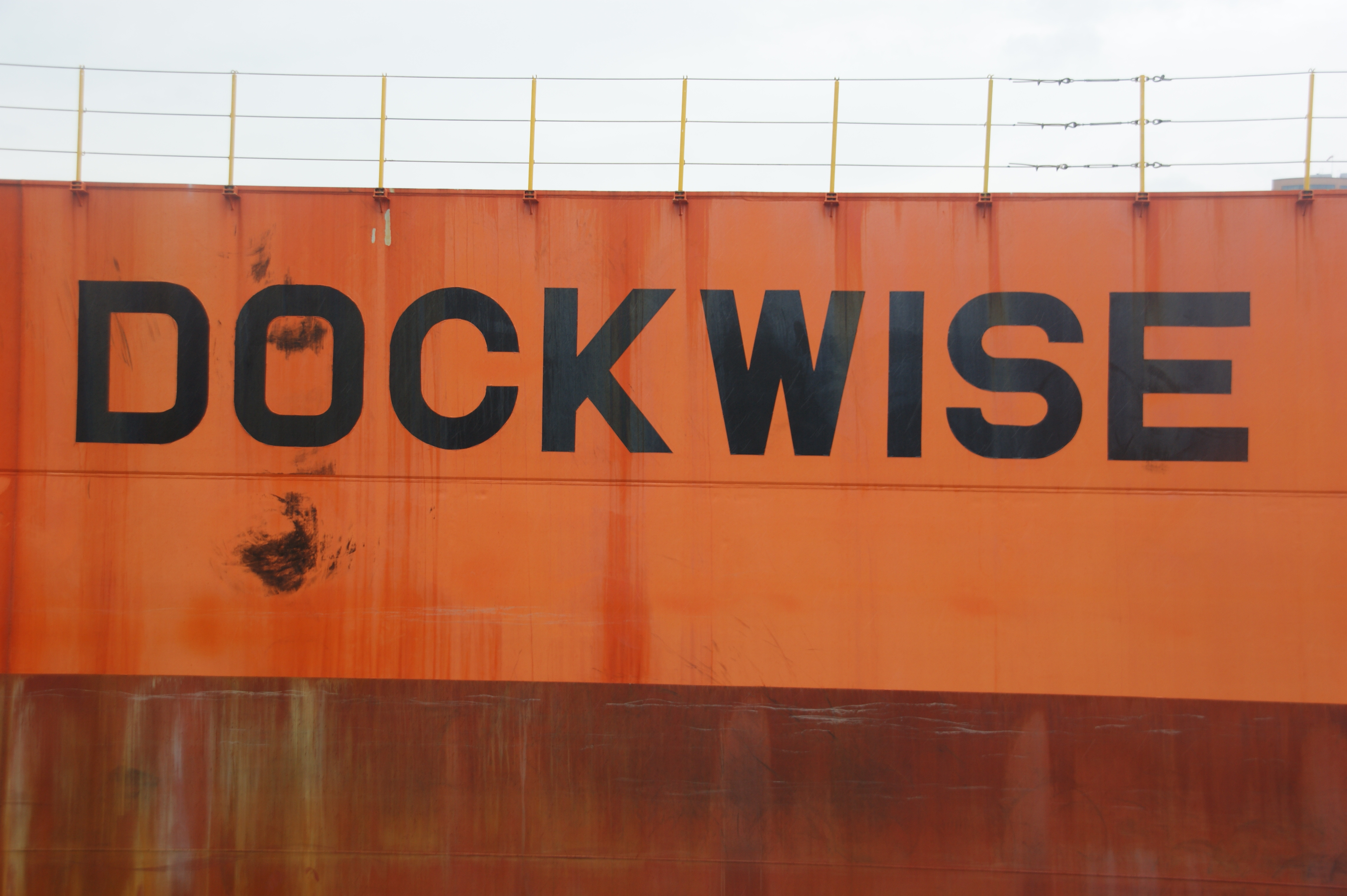
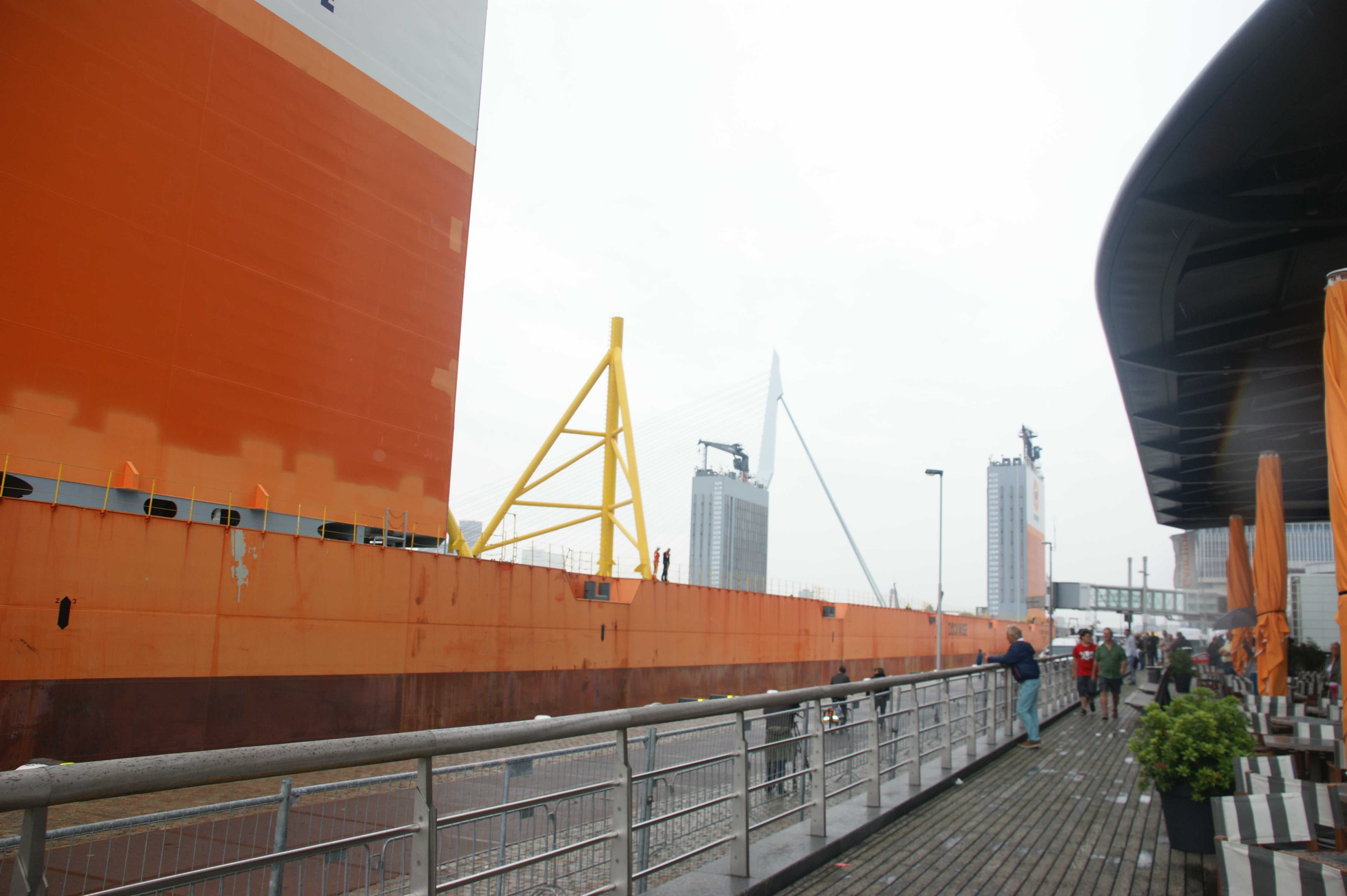
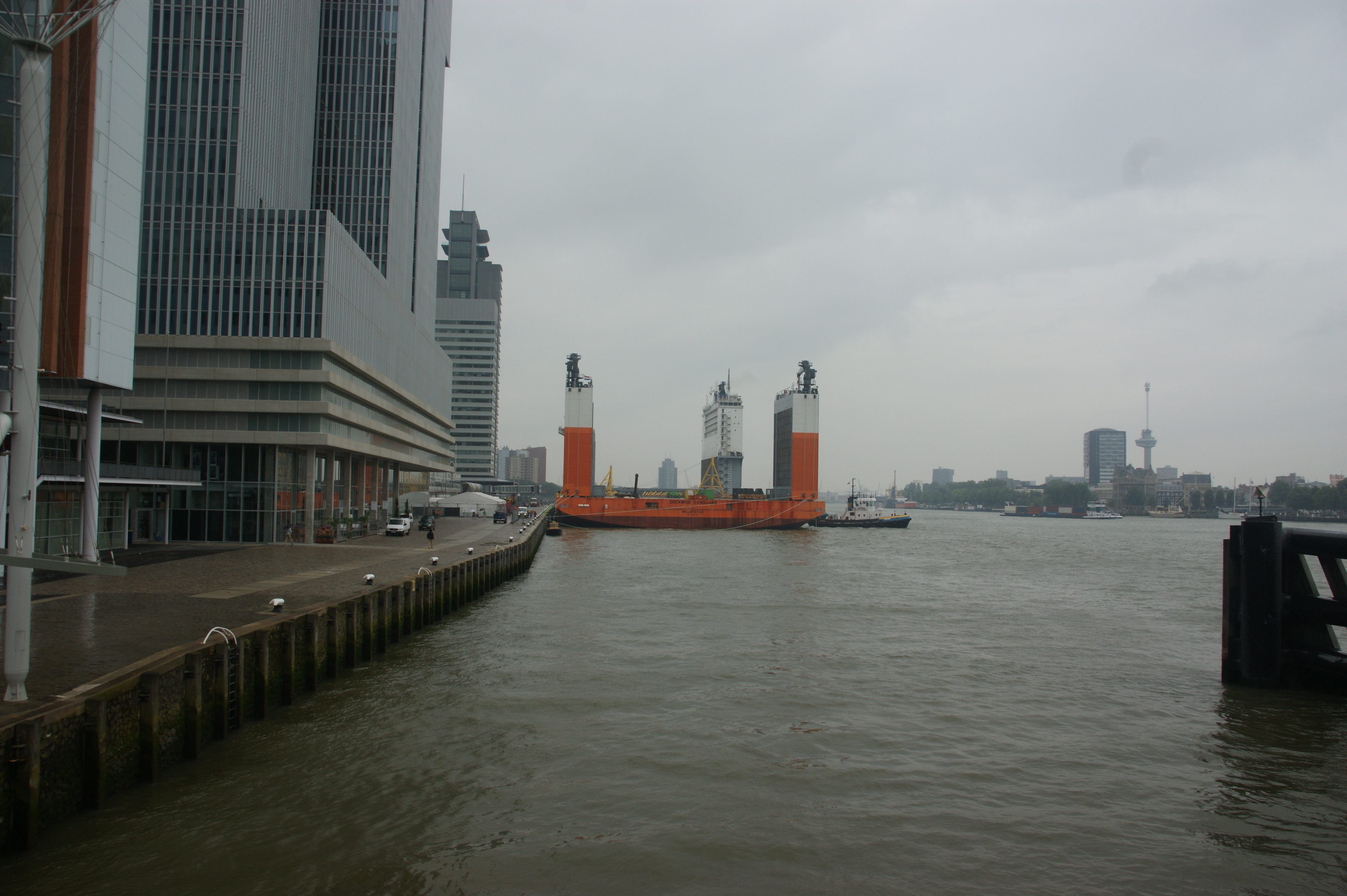

## اقرأ أيضا
- ناقلة مايتي سيرفانت 1
- ناقلة بلو مارلين
- سفن مجموعة أوليمبيك
- ناقلة نفط
- ناقلة نفط ، تصنيف تي أي
- ناقلة تموين روبرت بيري
- حاملة طائرات
- سفينة سياحية

## وصلات خارجية
- Official website.
- An animation of the ship on يوتيوب.